# Dżubb Szajch Ubajd
Dżubb Szajch Ubajd (arab. جب شيخ عبيد) – wieś w Syrii, w muhafazie Aleppo, w dystrykcie Manbidż. W 2004 roku liczyła 244 mieszkańców.